# Ґай (Гнезненський повіт)
Ґай (пол. Gaj, нім. Birkenfeld) — село в Польщі, у гміні Вітково Гнезненського повіту Великопольського воєводства.
Населення — 94 особи (2011).
У 1975-1998 роках село належало до Конінського воєводства.

## Демографія
Демографічна структура станом на 31 березня 2011 року:
|          | Загалом | Допрацездатний вік | Працездатний вік | Постпрацездатний вік |
| -------- | ------- | ------------------ | ---------------- | -------------------- |
| Чоловіки | 46      | 9                  | 34               | 3                    |
| Жінки    | 48      | 14                 | 24               | 10                   |
| Разом    | 94      | 23                 | 58               | 13                   |